# Pouilly-en-Auxois
Pouilly-en-Auxois is een gemeente in het Franse departement Côte-d'Or (regio Bourgogne-Franche-Comté). De plaats maakt deel uit van het arrondissement Beaune. Pouilly-en-Auxois telde op 1 januari 2022 1.554 inwoners.

## Geografie
De oppervlakte van Pouilly-en-Auxois bedroeg op 1 januari 2022 10,12 vierkante kilometer; de bevolkingsdichtheid was toen 153,6 inwoners per km².
{
De onderstaande kaart toont de ligging van Pouilly-en-Auxois met de belangrijkste infrastructuur en aangrenzende gemeenten.

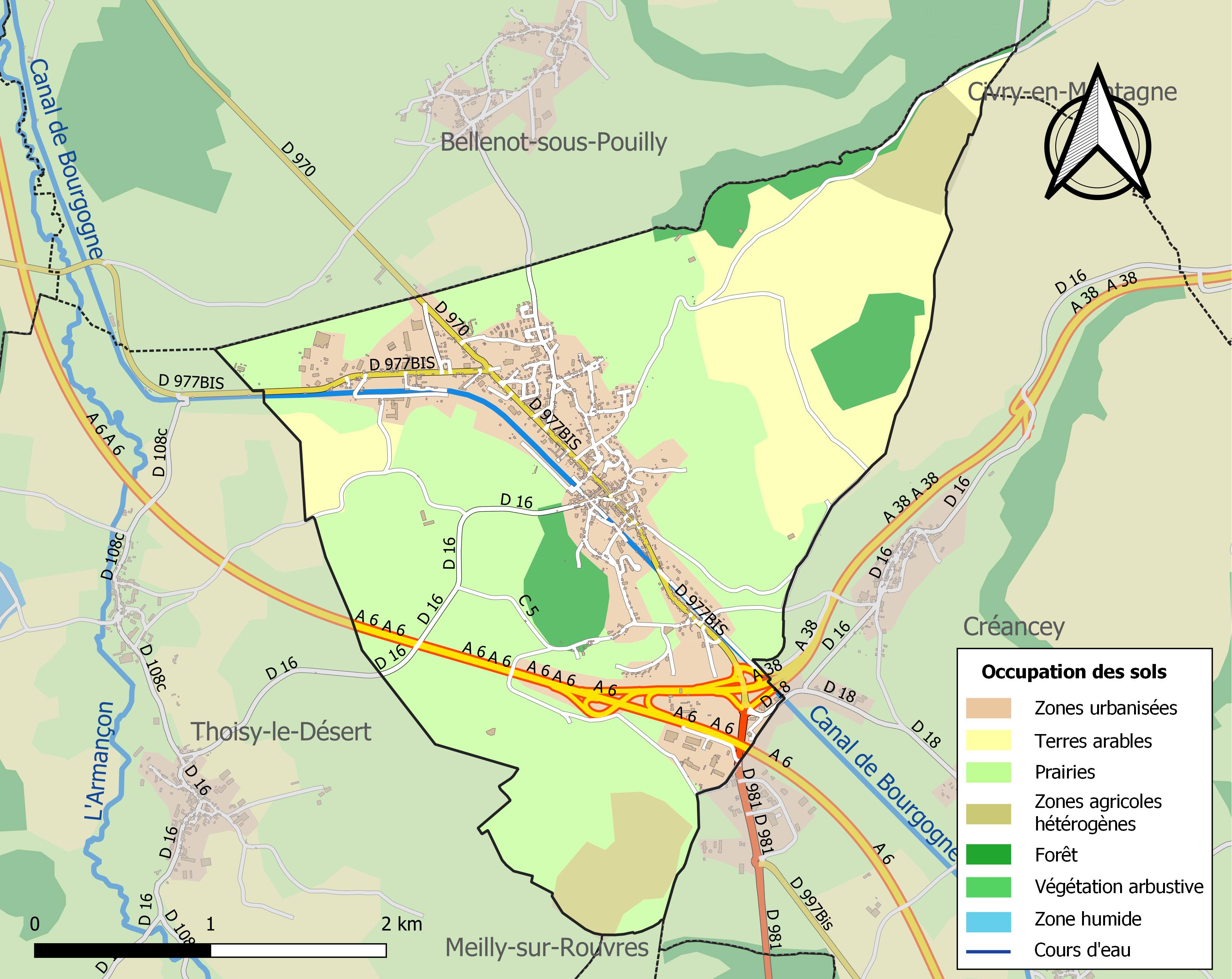

## Demografie
Onderstaande figuur toont het verloop van het inwonertal (bron: INSEE-tellingen).